# Înot sincron la Jocurile Olimpice de vară din 2020 - perechi feminin
Proba de înot sincron perechi de la Jocurile Olimpice de vară din 2020 a avut loc în perioada 2-4 august 2021 la Tokyo Aquatics Centre.

## Program
Orele sunt ora Japoniei (UTC+9) 
| Data                    | Timp  | Etapă                     |
| ----------------------- | ----- | ------------------------- |
| Luni, 2 august 2021     | 19:30 | Calificări program liber  |
| Marți, 3 august 2021    | 19:30 | Calificări program tehnic |
| Miercuri, 1 august 2021 | 19:30 | Finala program liber      |

## Rezultate

### Calificări
În finală s-au calificat primele 12 echipe.
| Loc | Țară                       | Sportive                                    | Liber Calificări | Technic | Total    |
| --- | -------------------------- | ------------------------------------------- | ---------------- | ------- | -------- |
| 1   | COR                        | Svetlana Kolesnichenko & Svetlana Romashina | 97,9000          | 97,1079 | 195,0079 |
| 2   | China                      | Huang Xuechen & Sun Wenyan                  | 96,2333          | 95,5499 | 191,7832 |
| 3   | Ucraina                    | Marta Fiedina & Anastasiya Savchuk          | 94,9333          | 93,8620 | 188,7953 |
| 4   | Japonia                    | Yukiko Inui & Megumu Yoshida                | 93,9333          | 93,3499 | 187,2832 |
| 5   | Canada                     | Claudia Holzner & Jacqueline Simoneau       | 91,2333          | 91,4798 | 182,7131 |
| 6   | Italia                     | Linda Cerruti & Costanza Ferro              | 91,2000          | 91,1035 | 182,3035 |
| 7   | Austria                    | Anna-Maria Alexandri & Eirini Alexandri     | 90,5000          | 90,3773 | 180,8773 |
| 8   | Franța                     | Charlotte Tremble & Laura Tremble           | 88,5667          | 87,3474 | 175,9141 |
| 9   | Olanda                     | Bregje de Brouwer & Noortje de Brouwer      | 88,1667          | 87,2612 | 175,4279 |
| 10  | Belarus                    | Vasilina Khandoshka & Daria Kulagina        | 88,0333          | 87,2101 | 175,2434 |
| 11  | Spania                     | Alisa Ozhogina & Iris Tió                   | 88,3000          | 86,9281 | 175,2281 |
| 12  | Mexic                      | Nuria Diosdado & Joana Jiménez              | 86,5333          | 86,6190 | 173,1523 |
| 13  | Statele Unite ale Americii | Anita Alvarez & Lindi Schroeder             | 86,5333          | 86,1960 | 172,7293 |
| 14  | Marea Britanie             | Kate Shortman & Isabelle Thorpe             | 84,7333          | 85,1548 | 169,8881 |
| 15  | Israel                     | Eden Blecher & Shelly Bobritsky             | 84,6333          | 83,8580 | 168,4913 |
| 16  | Kazahstan                  | Alexandra Nemich & Yekaterina Nemich        | 83,8667          | 83,2338 | 167,1005 |
| 17  | Liechtenstein              | Lara Mechnig & Marluce Schierscher          | 83,0333          | 83,2489 | 166,2822 |
| 18  | Columbia                   | Estefanía Álvarez & Monica Arango           | 81,9667          | 82,0526 | 164,0193 |
| 19  | Egipt                      | Hanna Hiekal & Laila Mohsen                 | 78,9000          | 77,8625 | 156,7625 |
| 20  | Australia                  | Emily Rogers & Amie Thompson                | 76,3667          | 75,5343 | 151,9010 |
| 21  | Africa de Sud              | Clarissa Johnston & Laura Strugnell         | 72,1667          | 70,9099 | 143,0766 |
| 22  | Grecia                     | Evangelia Platanioti & Evangelia Papazoglou | 88,1667          | NS      | 88,1667  |

### Finala
| Rank | Nation  | Athletes                                    | Technical | Free Final | Total    |
| ---- | ------- | ------------------------------------------- | --------- | ---------- | -------- |
| 1    | COR     | Svetlana Kolesnichenko & Svetlana Romashina | 97,1079   | 98,8000    | 195,9079 |
| 2    | China   | Huang Xuechen & Sun Wenyan                  | 95,5499   | 96,9000    | 192,4499 |
| 3    | Ucraina | Marta Fiedina & Anastasiya Savchuk          | 93,8620   | 95,6000    | 189,4620 |
| 4    | Japonia | Yukiko Inui & Megumu Yoshida                | 93,3499   | 94,4667    | 187,8166 |
| 5    | Canada  | Claudia Holzner & Jacqueline Simoneau       | 91,4798   | 93,0000    | 184,4798 |
| 6    | Italia  | Linda Cerruti & Costanza Ferro              | 91,1035   | 92,4667    | 183.5702 |
| 7    | Austria | Anna-Maria Alexandri & Eirini Alexandri     | 90,3773   | 91,8000    | 182,1773 |
| 8    | Franța  | Charlotte Tremble & Laura Tremble           | 87,3474   | 89,6333    | 176,9807 |
| 9    | Olanda  | Bregje de Brouwer & Noortje de Brouwer      | 87,2612   | 88,9000    | 176,1612 |
| 10   | Spania  | Alisa Ozhogina & Iris Tió                   | 86,9281   | 88,6667    | 175,5948 |
| 11   | Belarus | Vasilina Khandoshka & Daria Kulagina        | 87,2101   | 87,8000    | 175,0101 |
| 12   | Mexic   | Nuria Diosdado & Joana Jiménez              | 86,6190   | 86,5667    | 173,1857 |